# Sédrine Portet
Sédrine Portet (2 de diciembre de 1980) es una deportista francesa que compitió en judo. Ganó una medalla de bronce en el Campeonato Europeo de Judo de 2004, en la categoría abierta.

## Palmarés internacional
| Campeonato Europeo | Campeonato Europeo | Campeonato Europeo | Campeonato Europeo |
| Año                | Lugar              | Medalla            | Categoría          |
| ------------------ | ------------------ | ------------------ | ------------------ |
| 2004               | Budapest (Hungría) | Medalla de bronce  | Abierta            |